# Контракт на різницю цін
Контракт на різницю цін (англ. contract for difference, CFD) — це угода (гарантійне зобов'язання) між двома сторонами про передачу один одному різниці між поточною вартістю активу та його значенням в кінці дії договору. По суті, укладається контракт про купівлю/продажу активу з відстрочкою поставки, але обидві сторони спочатку мають на увазі що поставки не буде — товарні зобов'язання
будуть закриті другою угодою купівлі/продажу з тим же об'ємом і з протилежної спрямованістю (Хто в першій угоді був покупцем у другій угоді виступає продавцем), але за новою ціною. Якщо між першою і другою угодою ціна активу збільшилася, то «Покупець» (по першій угоді) отримає від «продавця» різницю в ціною. Якщо ціна знизилася — «Продавець» отримає різницю в ціні від «покупця». Найчастіше термін дії договору не
встановлюється і договір може припинятися за заявою тільки однієї сторони, якій надане таке право.
Ціна CFD — це ціна активу (акції, індексу або ф'ючерсу). Якщо ціна активу збільшується, збільшиться і ціна CFD. Важлива відмінність полягає у відсутності комісійних за обмін і інших недоліків торгівлі акціями на біржі. CFD дозволяють використовувати переваги кредитного плеча, що зазвичай недоступно при угодах з акціями.
По суті CFD є похідним фінансовим інструментом, який дозволяє отримувати дохід як на підвищенні, так і на зниженні ціни базового товару або цінною паперу. Найчастіше CFD використовують для спекулятивних операцій.
Наприклад, стосовно до акцій, CFD є похідним від договору купівлі акцій, що дозволяє спекулювати на русі цін акцій, без необхідності оформлення прав власності на ці акції.
CFD були створені для того, аби задовольнити запити біржових спекулянтів з малим капіталом. Контракти на різницю дозволяють значно розширити сферу діяльності приватних осіб.
Ринок CFD сформувався на початку 90-х років у Англії і спочатку припускав операції з
укладення контрактів на покупку і продаж пакетів акцій, але без права власності на ці акції.
Наразі контракти на різницю також сформовані на купівлю і продаж товарних ф'ючерсних контрактів та фінансових інструментів.
Зазвичай торгівля CFD відбувається з використанням додаткових кредитних коштів (маржинальна торгівля).
Проте спекуляції, зроблені за допомогою цих видів продукції, вважаються негативними, як особиста поведінка і тому, що можуть завдати шкоди реальній економіці.
CFD не дозволені в кількох країнах, наприклад, у Сполучених Штатах. Оскільки володіння CFD не є володіння активом, в деяких країнах, наприклад, у Великій Британії не потрібно сплачувати податкові збори при купівлі чи продажу.

## Історія
CFD були створені в Англії в 1950-х роках хедж-фондами, щоб отримати доступ до торгових операцій з високим кредитним плечем. Першочергово CFD були доступні лише інституційному інвестору. Сьогодні вони доступні і дрібним інвесторам також.

## Базовий приклад
Інвестор припускає, що акції компанії N зростуть у ціні. Акції компанії коштують
100 $. У інвестора є 1000 $.
Варіант 1 (напряму): він може придбати 10 акцій (1000$/100$)
Варіант 2 (CFD): кредитне плече брокера 1:10 дозволяє вам здійснювати угоди, що в 10 разів перевищують ваш депозит, тобто на $10 000 ($1000 * 10), що дорівнює 100 акціям.
Якщо акція зросте до 101 $:
У варіанті 1 інвестор отримає прибуток у 10 $ (10 акцій * 1 $)
У варіанті 2 інвестор отримає прибуток у 100 $ (100 акцій * 1
Якщо акції впадуть до 99 $:
У варіанті 1 інвестор втратить 10 $ (10 акцій * 1 $)
У варіанті 2 інвестор втратить 100 $ (100 акцій * 1 $)
Якщо акції впадуть до 90 $:
У варіанті 1 інвестор втратить 100 $ від своїх 1000 $ і продовжить торгувати
А у варіанті 2 інвестор втратить всі свої 1000 $. При падінні вартості акцій нижче 90 $, інвестор буде винен брокеру.